# Taalcongres (1841)
Het taalcongres (Taelcongres) van 1841 was een vergadering van 42 Vlaamse taal- en letterkundigen, die plaatsvond op 23 en 24 oktober 1841 in Gent. Hier legde men de basis voor een veralgemenisering van de spelling van het Nederlands in België, wat in 1844 zou uitmonden in de officiële goedkeuring van de zogeheten Willems-spelling. Dit taalcongres wordt ook vaak geciteerd als de start van de Vlaamse Beweging.

## Voorgeschiedenis
Na de onafhankelijkheid van België in 1830 koos de staat het Frans als enige officiële landstaal. Voor de spelling van het Nederlands viel men terug op verschillende stelsels. Aanhangers van de onafhankelijkheid hielden vast aan het onderscheid tussen een nationale taal en ook van een eigen spelling van het Vlaamsch te onderscheiden van het Hollandsch. Ze gebruikten de spelling van Jan Des Roches. Aanhangers van de Nederlandse spelling werden vaak in verband gebracht met de orangistische strekking. Daartegen had Jan Frans Willems al in 1824 geprotesteerd met zijn verhandeling Over de Hollandsche en Vlaemsche schryfwyzen van het Nederduitsch. Hierin pleitte hij voor een eenvormige spelling en het eigen systeem dat hij ontwierp week slechts in lichte mate af van de spelling-Siegenbeek. De meeste Vlaamse schrijvers en dichters gebruikten deze spelling-Willems.
Met steun van de regering organiseerde de Maatschappij tot bevordering der Nederduitsche Tael- en Letterkunde in 1836 een prijsvraag waarbij taalgeleerden werden opgeroepen een verhandeling in te zenden om tot de gewenste eenvormigheid van de spelling te komen. De regering benoemde bij Koninklijk Besluit van 6 september 1836 een commissie onder voorzitterschap van Jan Frans Willems ter beoordeeling van de by het Gouvernement ingekomene Verhandelingen wegens de bestaende geschilpunten ten aenzien der spelling en woordverbuiging der Nederduitsche tael. Ze maakte haar besluiten bekend op 21 augustus 1839, waarbij acht taal- en spelregels werden aanbevolen, die vrijwel volledig in overeenstemming waren met het Noordnederlands. Ze werden ook hernomen in het eindrapport dat professor Jan Hendrik Bormans in 1841 afwerkte op basis van de ingebrachte stukken. De commissiebesluiten en dit rapport brachten veel commotie teweeg zodat men besloot een taalcongres te houden voor Vlaamse letterkundigen om de spellingskwestie te beslechten.

## Het taalcongres
Het congres werd op 23 oktober 1841 geopend door de voorzitter Jan Baptist David. 20 leden van de Maatschappij waren aanwezig en 22 andere taalgeleerden. Willems was secretaris van het congres. Onder de aanwezigen waren behalve Willems en de professoren David en Bormans ook de schrijvers Karel Lodewijk Ledeganck, Prudens van Duyse, Hendrik Conscience en Pieter Lansens. 
De acht spellingsrgels, die door de commissie waren voorgesteld, werden door het taalcongres aangenomen en luidden:
- Men zal de enkel vokaalspelling gebruiken in alle lettergrepen waar de klinker de slotletter is, uitgezonderd voor de lange e en o ;
- Men zal de accenten weglaten, behalve wanneer men een bijzondere nadruk of samentrekking wil aanduiden;
- Men zal de tweeklanken ei en ui schrijven met een enkele i. Ook ooi, aei en ai.
- Men zal de ch gebruiken voor de letter t overal waar de g niet oorspronkelijk is;
- Men keurt het gebruik der lidwoorden de en een goed in de eerste naamval mannelijk enkelvoud, met weglating van de n of en in de bijvoeglijke naamwoorden ;
- Men zal dt spellen in de vervoeging van de werkwoorden op den, zoals in gij wordt, bindt, bondt en hij wordt, hij bindt ;
- Men zal de n behouden in de stoffelijke adjectieven ;
- Men zal naar eigen voorkeur mogen schrijven paerd of peerd, waerd of weerd enz..

Deze beslissing werd opgevat als een "verhollandsing" van de taal en wekte veel verontwaardiging op bij de voorstanders van een afzonderlijke "Vlaemsche tael", de zogenaamde taalparticularisten. De belangrijksten hieronder waren Pieter Behaeghel, Frans Bôn (zoals Frans Boon zijn naam hardnekkig bleef schrijven) en Leo de Foere.
De dagbladen volgden echter al snel de nieuwe spellingsregels en vanaf 1 januari 1844 werden ze in België officieel van kracht, en verplicht gesteld voor de vertaling van wetten en besluiten. 
Wel vlamde rond 1860 met name het Westvlaams taalparticularisme weer op met als belangrijkste voorvechters Leonard Lodewijk De Bo, Adolf Duclos in Guido Gezelle's tijdschrift Rond den Heerd.